# Balderskilde
Mineralvandsfabriken Balderskilde, også kendt som Balderskilde Bryggeri og Balderskilde Sodavandsfabrik, var et dansk tapperi fra 1900 til 1971 og en af Københavns ældste virksomheder.

## Historie
Balderskilde blev grundlagt i Baldersgade 8 på Nørrebro i år 1900 af M. Nielsen (1846-1916) og i 1909 overtaget af fabrikant Knud Peder Knudsen (1875-1943). Da han døde, blev sønnen, Bertel Bruno Knudsen (født 1904), indehaver af virksomheden, som han havde været tilknyttet allerede siden 1931. I 1935 flyttede virksomheden 800 meter fra sin første adresse på Baldersgade til en nyopført fabrik på Vermundsgade 9-11 på Østerbro.
I februar 1952 blev Balderskilde, der siden 1950 havde produceret Balsi-Cola, og blandt andre Dani-Cola, Kitty-Cola og virksomheden Einer Willumsen A/S, der producerede colaekstrakt, involveret i en principiel retssag ved Sø- og Handelsretten, som The Coca-Cola Company havde indledt som konsekvens af de mange små danske knopskydninger på colamarkedet. Retssagen faldt fire år senere ud til fordel for sagsøgte.

## Produkter
Virksomheden fremstillede en lang række læskedrikke med navne som Appelsin Squash, Balsi-Cola – Balsi stod måske for Balderskilde – Citronvand, Excelsior Water, Grape Tonic, Hindbær Limonade, Indian Tonic Water, Lemon Squash, Nektar, Rinsky Water og Sportsvand og tydelig deklaration af produkternes indhold af "friske [appelsiner, citroner, æbler]", "blødt mineralvand", "naturel vitaminrig saft" og "[stimulerende] Quinin".